# Rudolf Virchow
Rudolf Ludwig Karl Virchow (Schivelbein, 13. listopada 1821. – Berlin, 5. rujna 1902.), njemački liječnik, antropolog, biolog i političar. 
Virchowa se smatra ocem patologije (zajedno sa Sir James Pagetom).